# État de Kassala
Pour les articles homonymes, voir Kassala.
Kassala (en arabe : كسلا, ksl, « Kassala », appelé Ash Sharqiyah entre 1991 et 1994) est un État du Soudan. Il possède une superficie de 36 710 km2 et une population qui a été estimée à près de 1 400 000 habitants (2000). Kassala est la capitale de l'État.

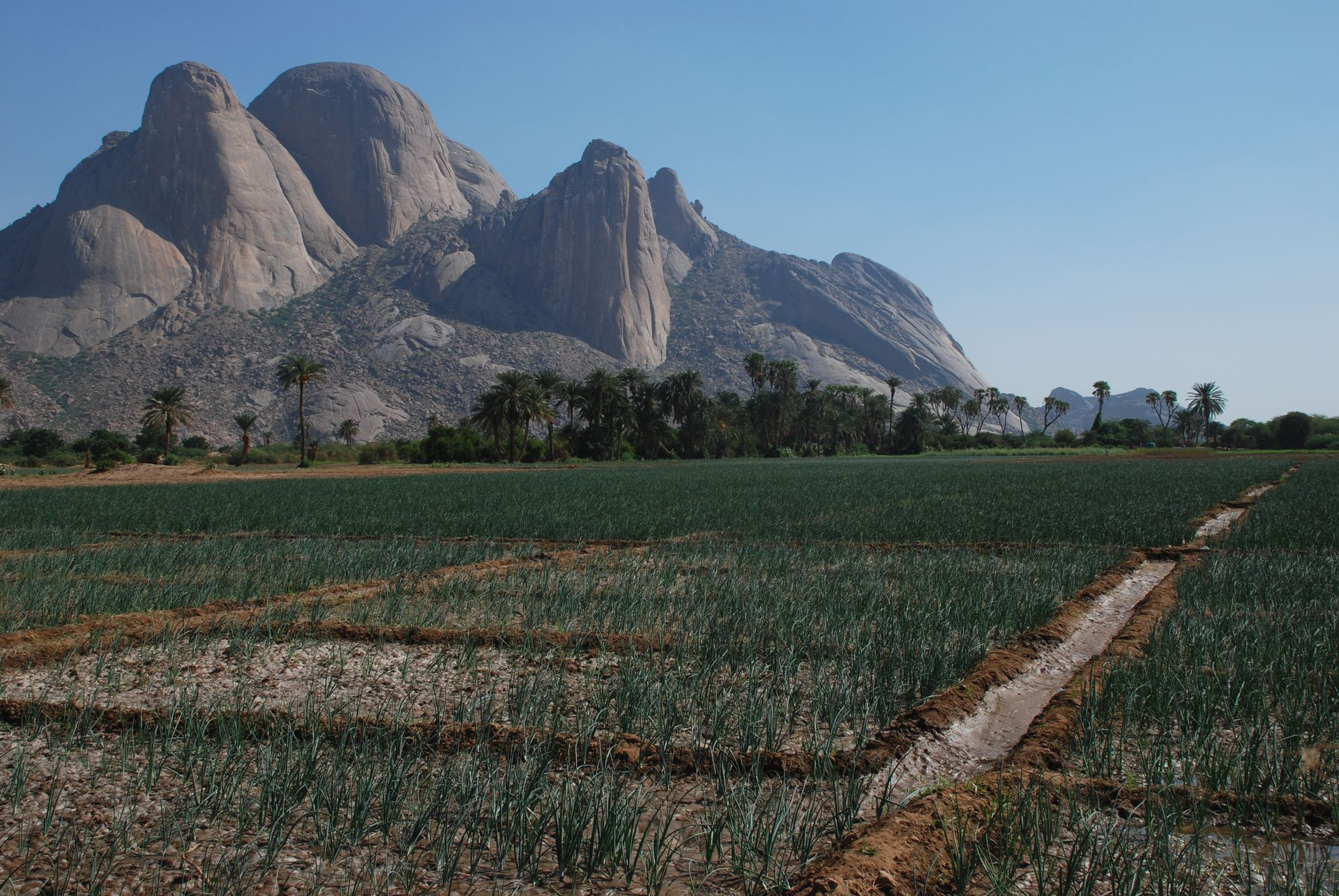
Dômes granitiques des monts Taka, avec le mont Totil et les champs d'oignons en contrebas - Kassala, Soudan.